# Bendidee National Park
Bendidee National Park är en park i Australien. Den ligger i delstaten Queensland, omkring 260 kilometer väster om delstatshuvudstaden Brisbane. Bendidee National Park ligger 248 meter över havet. Arean är 9,3 kvadratkilometer.
Trakten runt Bendidee National Park är nära nog obefolkad, med mindre än två invånare per kvadratkilometer.. Det finns inga samhällen i närheten.
I omgivningarna runt Bendidee National Park växer huvudsakligen savannskog. Genomsnittlig årsnederbörd är 757 millimeter. Den regnigaste månaden är januari, med i genomsnitt 207 mm nederbörd, och den torraste är september, med 14 mm nederbörd.